# Junior Cook
Junior Cook (rodným jménem Herman Cook; 22. července 1934 Pensacola – 3. února 1992 New York) byl americký jazzový saxofonista. V roce 1958 hrál s Dizzy Gillespiem a následovala šestiletá spolupráce s Horace Silverem. Následně hrál v letech 1964–1969 v kvintetu trumpetisty Blue Mitchella. Své první album jako leader vydal v roce 1962 a neslo název Junior's Cookin'; vedle něj samotného (saxofon) a Mitchella (trubka) na něm hráli ještě Dolo Coker (klavír), Gene Taylor (kontrabas) a Roy Brooks (bicí). Počátkem devadesátých let vystupoval se saxofonistou Cliffordem Jordanem a v roce 1992 zemřel